# Робота, Роза
Роза Робота (пол. Róża Robota; 1921, Цеханув, Польская Республика — 6 января 1945, Освенцим, Генерал-губернаторство) — еврейская подпольщица, действовавшая в Освенциме, участница движения «Ха-шомер ха-цаир».

## Биография
Родилась в польском Цехануве, была дочерью мелкого лавочника. В родном городе участвовала в сионистской деятельности. Училась в гимназии, которую окончила с отличием. Была членом движения Ха-шомер ха-цаир в городе.
Была отправлена в Освенцим в 1942 году, став одной из первых узниц женского лагеря Биркенау (известного также как Аушвиц-II). Она была оставлена в живых для работы, а другие члены её семьи были убиты в газовой камере.
С 1943 года стала участвовать в лагерном Сопротивлении. В 1944 году Роза участвовала в контрабанде взрывчатки в лагерь с оружейной фабрики, где она работала. Взрывчатка, проносимая малыми порциями, затем была использована в восстании зондеркоманды, которое произошло в октябре. Восставшие уничтожили один из крематориев, вывели из строя газовую камеру и затем приняли бой, в ходе которого все кроме одного из них погибли.
Робота и три другие молодые женщины были схвачены немцами. Она была единственной, кто обладал информацией о подпольной сети Сопротивления в лагере, но, несмотря на пытки, продолжавшиеся в течение двух месяцев, не выдала ни одного имени.
6 января 1945 года, всего за 11 дней до освобождения Освенцима, Роза Робота, Ала Гертнер, Регина Сафирштайн и ещё одна женщина были повешены.

## Память
- Монумент в Яд ва-Шем в Иерусалиме